# Босуэлл, Бобби
Ро́берт «Бо́бби» А́ллен Бо́суэлл (англ. Robert Allen "Bobby" Boswell; родился 15 марта 1983 года в Остине, Техас, США) — американский футболист, защитник.

## Клубная карьера
Во время обучения во Флоридском международном университете в 2001—2004 годах Босуэлл выступал за университетскую команду «Эф Ай Ю Голден Пантерс» в NCAA. После окончания обучения он присутствовал на драфтах MLS 2005 года, но остался не выбранным. В качестве незадрафтованного свободного агента был подписан клубом «Ди Си Юнайтед». Бобби занял место в основе благодаря травме основного защитника команды Брайана Намоффа. Босуэлл стал обладателем антирекорда MLS, забив три автогола в течение одного сезона. В сезоне 2006 Бобби был назван лучшим защитником лиги и вошёл в итоговую символическую сборную лиги, а также помог клубу одержать победу в регулярном чемпионате. Кроме того он был выбран в сборную MLS на матч всех звёзд против лондонского «Челси». В 2007 году он помог команде во второй раз выиграть MLS Supporters’ Shield.
В 2007 году Босуэлл был обменян на вратаря Зака Уэллса в «Хьюстон Динамо». В новом клубе Бобби стал одним из лучших защитников команды, за что получил прозвище «Железный человек». 18 мая 2008 года в поединке против «Чикаго Файр» он забил свой первый гол за Хьюстон. После окончания сезона Босуэлл решил попробовать свои силы в Европе и отправился в турецкий «Антальяспор». Вскоре Бобби вернулся в «Динамо» и подписал контракт на четыре года из-за того, что в Турции получил перелом носа в случайной стычке.
В декабре 2013 года Босуэлл вернулся в «Ди Си Юнайтед», будучи выбранным на драфте возвращений, после того как хьюстонское «Динамо» отказалось продлевать с ним контракт из-за полагавшегося в этом случае 5-процентного повышения заработной платы в последующем году. Перед началом первого по возвращении в Вашингтон сезона 2014 он был назначен капитаном команды. В 2014 году Бобби вновь участвовал в матче всех звёзд MLS, попав на игру с мюнхенской «Баварией» как замена игроку, выбывшему из-за травмы, а по итогам сезона во второй раз попал в символическую сборную лиги. 13 мая 2015 года в матче против «Орландо Сити» Босуэлл сыграл свой 300-й матч в MLS.
8 августа 2017 года Босуэлл был обменян в «Атланту Юнайтед» на пик третьего раунда Супердрафта MLS 2019. За свой новый клуб он дебютировал в матче против «Торонто» в заключительном туре регулярного чемпионата сезона 2017 22 октября. После окончания сезона контракт Босуэлла истёк.
12 февраля 2018 года Бобби Босуэлл объявил о завершении карьеры футболиста.

## Международная карьера
19 февраля 2006 году в товарищеском матче против сборной Гватемалы Босуэлл дебютировал за сборную США, заменив во втором тайме Фрэнки Хейдука. В 2007 году он попал в заявку национальной команды на участие в Кубке Америки в Венесуэле. На турнире Бобби сыграл в матче против сборной Колумбии.

## Достижения
Командные
 «Ди Си Юнайтед»
- Обладатель MLS Supporters’ Shield — 2006, 2007

Индивидуальные
- Лучший защитник MLS — 2006
- Символическая сборная MLS — 2006, 2014